# Championnats de France de triathlon longue distance 2018
Navigation
Édition précédente Édition suivante
Les championnats de France de triathlon longue distance 2018,  se sont déroulés à Saint-Martin-d'Ardèche en Ardèche le dimanche 8 juillet 2018.

## Résumé de course
Le départ de la course est donné aux 800 concurrents hommes et femmes à neuf heures, selon le principe du départ massif (mass start) et sous des conditions climatiques très chaudes. Pour les hommes, Sébastien Fraysse est parmi les premiers à sortir des 3 000 mètres de natation parcouru dans l'Ardèche et à s'élancer pour les 76 kilomètres de la partie vélo, sur les routes des gorges de l’Ardèche. Pris en chasse par l'ancien champion du monde longue distance, Bertrand Billard, il parvient à conserver son avance et pose son vélo à la seconde transition avec plus de deux minutes d'avance sur ses premiers poursuivants. La grande chaleur du jour ne l’empêche pas d'accroitre son avance durant la course à pied. Il passe la ligne d'arrivée en prenant le temps de saluer le public et en savourant ce premier titre national. La seconde place du podium revient au jeune Titouan Scheunemann, la troisième au vétéran Manuel Roux. Chez les féminines, la course est dominée pendant une grande partie par Léna Berthelot-Moritz, mais l'avance acquise en natation et en vélo n'est pas suffisante pour contenir le retour de Céline Bousrez, qui s'empare du titre de championne de France longue distance, après avoir remporté la même année celui de championne de France de duathlon longue distance également.  Alice Meignié s'empare de la seconde place devant Léna Berthelot-Moritz  qui complète le podium féminin.

## Résultats
Les tableaux présentent le « Top 10 » des championnats hommes et femmes, la première féminine est 37e au classement général.
| Place              | Triathlète           | Temps           |
| ------------------ | -------------------- | --------------- |
| Médaille d'or      | Sébastien Fraysse    | 4 h 11 min 0 s  |
| Médaille d'argent  | Titouan Scheunemann  | 4 h 15 min 23 s |
| Médaille de bronze | Manuel Roux          | 4 h 16 min 36 s |
| 4                  | Jean-Eudes Demaret   | 4 h 21 min 30 s |
| 4                  | Pierre-Andre Anzan   | 4 h 23 min 29 s |
| 5                  | Gabin Mantulet       | 4 h 24 min 49 s |
| 6                  | Antoine Perche       | 4 h 28 min 10 s |
| 8                  | Dylan Magnien        | 4 h 28 min 13 s |
| 9                  | Erwan Jacobi         | 4 h 28 min 49 s |
| 10                 | Clément Dubut-Hermel | 4 h 28 min 50 s |

| Place              | Triathlète            | Temps           |
| ------------------ | --------------------- | --------------- |
| Médaille d'or      | Céline Bousrez        | 4 h 46 min 14 s |
| Médaille d'argent  | Alice Meignié         | 4 h 50 min 8 s  |
| Médaille de bronze | Léna Berthelot-Moritz | 4 h 50 min 38 s |
| 4                  | Anaïs Martin          | 5 h 1 min 49 s  |
| 5                  | Juliette Benedicto    | 5 h 4 min 11 s  |
| 6                  | Anaïs Robin           | 5 h 6 min 53 s  |
| 7                  | Alizée Parmentelat    | 5 h 9 min 46 s  |
| 8                  | Adélaïde Girardot     | 5 h 10 min 9 s  |
| 9                  | Anaïs Labalec         | 5 h 11 min 24 s |